# Cyców (Łęczna)
Pour les articles homonymes, voir Cyców.
Cyców (prononciation : [ˈt͡sɨt͡suf]) est un village polonais de la gmina de Cyców dans le powiat de Łęczna de la voïvodie de Lublin dans l'est de la Pologne.
Le village est le siège administratif (chef-lieu) de la gmina appelée gmina de Cyców.
Il se situe à environ 19 kilomètres à l'est de Łęczna (siège du powiat) et 41 kilomètres à l'est de Lublin (capitale de la voïvodie).
Le village comptait approximativement une population de 1 200 habitants en 2006.

## Histoire
De 1975 à 1998, le village est attaché administrativement à l'ancienne Voïvodie de Chełm.

Depuis 1999, il fait partie de la nouvelle voïvodie de Lublin.

## Galerie
quelques vues de Cyców

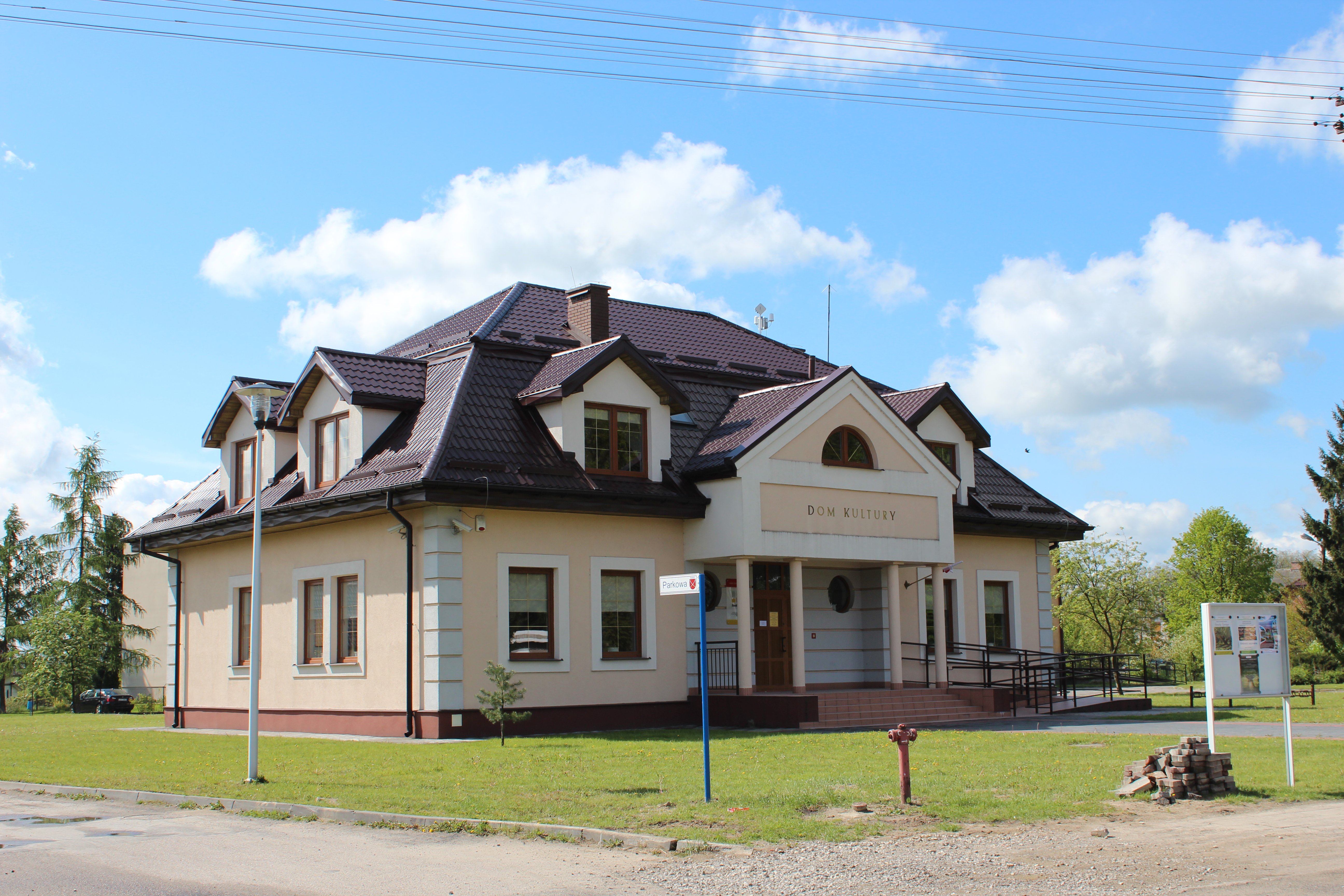
Maison de la Culture
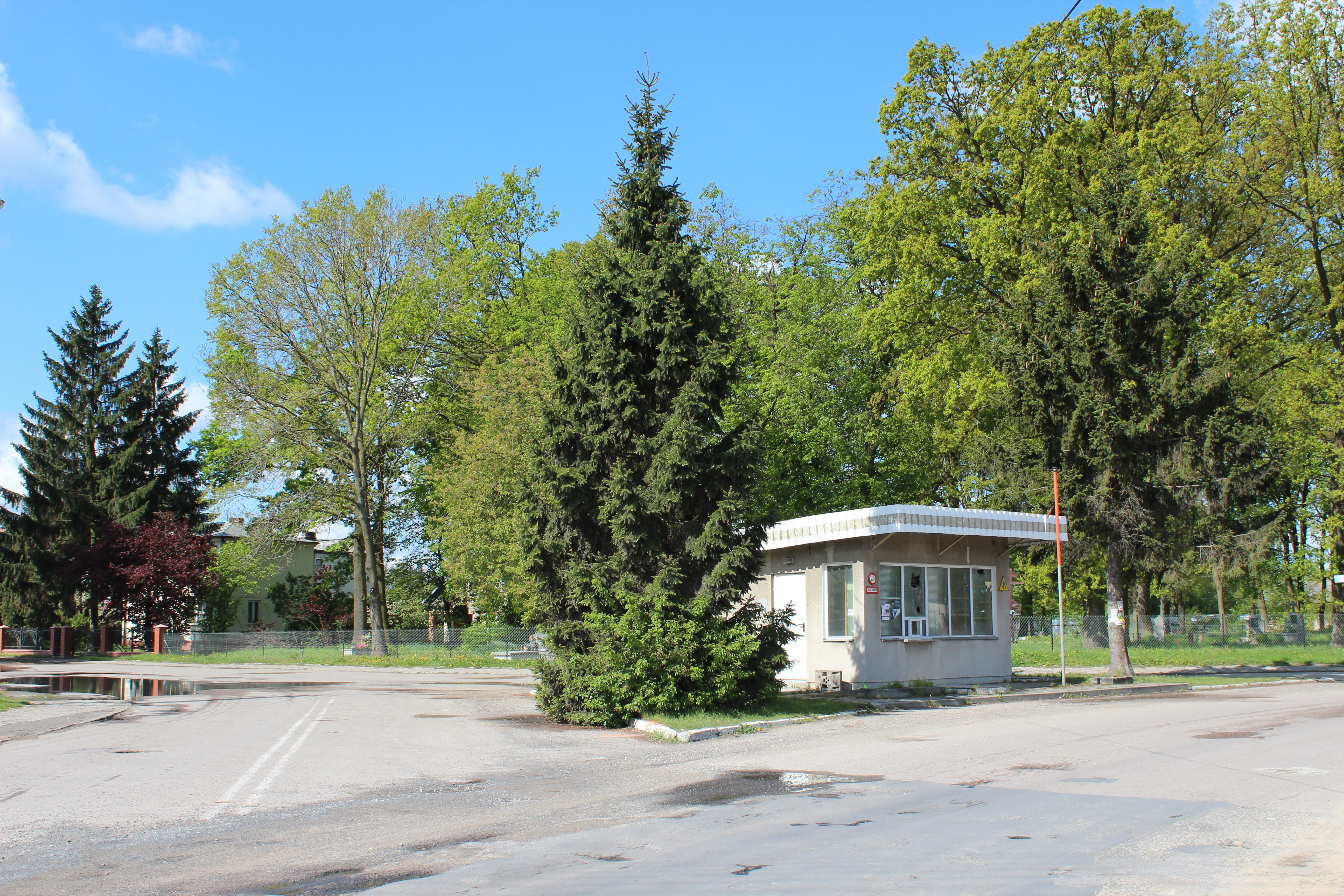
Ancienne station d'essence sur la route provinciale no 841